# Ismail II de Granada
Abu Alvelide Ismail/Ismael ibne Iúçufe (em árabe: أبو الوليد إسماعيل بن يوسف; romaniz.: Abu al-Walid Isma`il ben Yusuf; 1339 – 28 de junho de 1360) ou Ismail II, foi o nono rei nacérida de Granada, que reinou entre agosto de 1359 e 28 de junho de 1360. Era o filho mais velho de Míriam, a segunda esposa de Iúçufe I, e meio-irmão de Maomé V, a quem sucedeu quando este foi destronado por um golpe de estado.
Esteve envolvido na conspiração que derrubou Maomé V, juntamente com a sua mãe e Abu Abedalá Alamar Maomé (futuro Maomé VI), este último casado com uma irmã de Abu Alvelide Ismail. A 21 de agosto de 1359 os conspiradores escalaram as muralhas do palácio real da Alhambra apanhando desprevenida a guarda e assassinando o hájibe Abu Nur Raduão. Maomé V consegue escapar para Guadix, de onde parte para o exílio para Fez, a capital dos Merínidas.
O reinado de Ismail II durou apenas dez meses. Ele e o irmão Cais foram assassinados numa prisão da Alhambra a 28 de junho de 1360 por ordem do cunhado Abu Abedalá Alamar, que sobe ao trono como Maomé VI, alcunhado "o Ruivo" (em castelhano: el Bermejo).